# Robert James Waller
Robert James Waller (n. 1 august 1939, Charles City⁠(d), Iowa, SUA – d. 10 martie 2017, Fredericksburg⁠(d), Texas, SUA) a fost un autor american, cunoscut și pentru munca sa ca fotograf și muzician.
Multe dintre cărțile lui au reușit să ajungă pe listele Bestseller a ziarului New York Times , precum romanul său din debut din 1992  "The Bridges of Madison County" (rom. "Podurile din Madison Contry"). "The Bridges of Madison County" și romanul său din 1995, "Puerto Vallarta Squeeze'" au fost ecranizate. Waller a trăit mult timp în Cedar Falls, Iowa și a predat mulți ani ca profesor de management la University of Northern Iowa. Waller a locuit ulterior în Texas.